# Васильев, Харальд Евгеньевич
Ха́ральд Евге́ньевич Васи́льев (латыш. Haralds Vasiļjevs; 11 февраля 1952, Рига — 23 октября 2024) — советский и латвийский хоккеист, тренер. Главный тренер сборной Латвии в период с 1999 по 2001 год.

## Биография
Старший брат Эдмунда Васильева. В период 1968—1983 годов играл за рижское «Динамо». Также выступал за ХК Дортмунд как играющий тренер.
Получив образование тренера в 1990 году, Харальд переехал в Германию. Следующие два сезона он был играющим тренером в Дортмунде. В Дортмунде Васильев работал до 1994 года. С 1999 по 2001 год Васильев возглавлял сборную Латвии, сменив на этом посту Леонида Береснева.

## Личная жизнь и смерть
Сын Херберт, также хоккеист.
Васильев умер 23 октября 2024 года в возрасте 72 лет.